# 첼랴빈스크의 문장
첼랴빈스크의 문장(러시아어: Герб Челябинска)은 러시아 첼랴빈스크에서 사용하는 공식 문장으로, 현행 문장은 2000년 9월 12일 첼랴빈스크 시 의회에서 채택하였다. 모양은 금색 낙타가 등에 상품을 싣고 있는 모습이며, 방패는 두 배경으로 나눠지며 위쪽이 아래쪽보다 길이가 길다. 위쪽 배경은 은색이며 벽돌 담을 나타내며, 아래쪽 배경은 초록색이다.
첼랴빈스크는 현재 사용하는 문장 이전에도 여러 문장을 사용했다. 1782년 최초의 문장이 사용되기 시작했으며, 2000년 현행 문장이 사용되기 이전 소련 통치기와 1994년에 각각 변화를 겪었다.

## 모양 및 상징
낙타는 첼랴빈스크에서의 무역의 중요성, 부, 번영을 상징한다. 과거에 첼랴빈스크가 인도로 가는 무역로라는 점을 나타내기 위해 낙타의 등에는 상품이 실려 있다. 위쪽의 배경이 은색인 것은 순수함을 상징하며, 벽돌 담은 보호를 뜻하는 의미와 도시가 1736년 요새로서 처음 세워졌다는 역사적 내용을 나타내는 의미가 있다. 초록색은 희망과 풍부함, 금색은 힘, 부유, 지능을 상징한다.

## 역사

### 첫째 문장

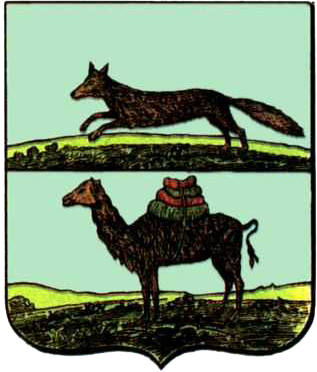
첼랴빈스크의 첫째 문장.

첼랴빈스크의 첫째 문장은 1782년 6월 8일 예카테리나 2세가 공인하였으며, 지방 의회 의원 A.O. 볼코프가 제작하였다. 모양은 수평으로 반으로 갈린 방패로, 위쪽 반은 초록색 들판에서 뛰는 담비, 아래쪽 반은 상품이 실린 낙타가 그려졌다. 담비는 오렌부르크현의 상징이었기 때문에 관할 구역인 첼랴빈스크에 적용되었고, 낙타는 도시의 상업적 중요성을 나타냈다. 낙타 상징은 최소 1737년 바실리 타시셰프가 첼랴빈스크가 위치한 이세츠키 지구의 상징을 나타낼 때 최초로 등장한 시점까지 거슬러갈 수 있다.

### 둘째 문장

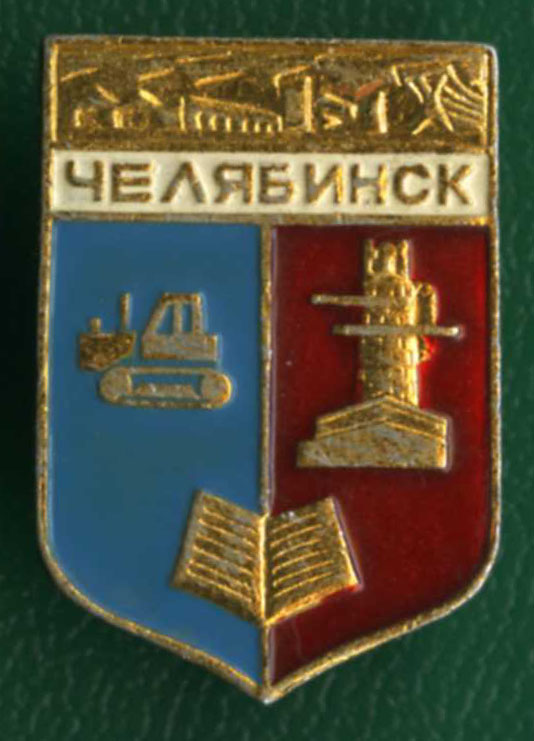
둘째 문장이 있는 배지.

소련 통치기에 1782년 문장은 폐지되었으며 여러 다른 문장으로 대체되었다. 어떤 문장에는 빨간 방패에 레이들, 톱니바퀴, 낙타, 검은담비가 있었으며, 또 다른 문장은 방패를 수직으로 반으로 갈라, 왼쪽의 파란 면에는 트랙터, 오른쪽의 빨간 면에는 탑이 그려졌으며, 가운데에는 열린 책이, 위의 도시 이름 위에는 도시의 모습이 나타났다.

### 셋째 문장

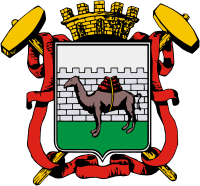
첼랴빈스크의 셋째 문장.

셋째 문장은 1994년 9월 13일 채택되었다. 1782년 문장과 같게 낙타가 있었지만, 담비는 사라졌다. 낙타는 순수함과 신중함을 상징하는 은색 방패 위에 놓였으며, 방패에 있는 벽돌 담 무늬는 보호를 뜻한다. 낙타가 서 있는 초록색 바탕은 희망과 풍부함을 상징한다. 다섯 갈래가 진 금색 관은 문양 위쪽에 놓여 첼랴빈스크주의 행정 중심지임을 나타냈다. 산업을 뜻하는 두 교차하는 금색 망치는 뒤에 놓여 빨간색 리본이 감싸고 있다. 문장의 저자는 안드레이 빅토로비치 스타르체프와 V.A. 크류코프이다. 하지만 러시아 문장 위원회는 이 도안을 승인하지 않았으며, 러시아 연방 문장 등록부에도 나타나지 않는다.

### 넷째 문장
2000년 저자 일부가 셋째 문장의 모습을 수정하였고, 같은 해 9월 12일 공식으로 채택되었다. 문장의 바깥 부분이 제거되었으며 낙타의 색은 금색으로 통일되었다.